# 51827 Laurelclark
51827 Laurelclark è un asteroide della fascia principale. Scoperto nel 2001, presenta un'orbita caratterizzata da un semiasse maggiore pari a 3,0301071 au e da un'eccentricità di 0,1455030, inclinata di 10,23414° rispetto all'eclittica.
L'asteroide è dedicato all'astronauta statunitense Laurel Clark, specialista del carico della missione STS-107 tragicamente conclusasi con il disastro dello Space Shuttle Columbia. Agli altri menmbri dell'equipaggio sono stati dedicati gli asteroidi 51823 Rickhusband, 51824 Mikeanderson, 51825 Davidbrown, 51826 Kalpanachawla, 51828 Ilanramon e 51829 Williemccool.